# Matteo Manassero
Matteo Manassero (* 19. April 1993 in Negrar) ist ein italienischer Profigolfer der European Tour.

## Karriere
Im Jahre 2009 war er mit 16 Jahren der jüngste Sieger der British Amateur Championship. Durch diesen Sieg qualifizierte er sich für die Open Championship desselben Jahres und schaffte nicht nur den Cut, sondern gewann als geteilter Dreizehnter auch die Silver Medal als bester Amateur. Im Jahr darauf konnte er auch bei den Masters 2010 den Titel als bester Amateur erringen und war als mit Abstand jüngster Spieler im Cut. Manassero führte die Weltrangliste der Amateure von Dezember 2009 für 18 Wochen lang an. Danach folgte der Übertritt ins Profilager.
Im Oktober 2010 gewann er auf der European Tour sein erstes Turnier und ist damit bis dato der jüngste Sieger jener Turnierserie. Am Ende der Saison wurde Manassero mit dem Sir Henry Cotton Rookie of the Year Award ausgezeichnet.

## European Tour Siege
- 2010 Castelló Masters Costa Azahar
- 2011 Maybank Malaysian Open (zählt auch zur Asian Tour)
- 2012 Barclays Singapore Open (zählt auch zur Asian Tour)
- 2013 BMW PGA Championship
- 2024 Jonsson Workwear Open

## Teilnahme an Mannschaftsbewerben
- Royal Trophy (für Europa): 2011 (Sieger)
- Seve Trophy (für Kontinentaleuropa): 2011, 2013 (Sieger)
- ISPS Handa World Cup of Golf (für Italien): 2013, 2016

## Resultate bei Major Championships
| Turnier           | 2009   | 2010   | 2011 | 2012 | 2013 | 2014 | 2015 | 2016 |
| ----------------- | ------ | ------ | ---- | ---- | ---- | ---- | ---- | ---- |
| Masters           | DNP    | T36 LA | DNP  | DNP  | CUT  | CUT  | DNP  | DNP  |
| US Open           | DNP    | DNP    | T54  | T46  | CUT  | DNP  | DNP  | T46  |
| Open Championship | T13 LA | DNP    | CUT  | DNP  | CUT  | T19  | CUT  | CUT  |
| PGA Championship  | DNP    | DNP    | T37  | CUT  | T72  | CUT  | DNP  | DNP  |

LA = Low amateur (Bester Amateur)

DNP = nicht teilgenommen

CUT = Cut nicht geschafft

„T“ geteilte Platzierung

Grüner Hintergrund für Siege

Gelber Hintergrund für Top 10.